# Arabella atlantica
Arabella atlantica är en ringmaskart som beskrevs av Crossland 1924. Arabella atlantica ingår i släktet Arabella och familjen Oenonidae. Inga underarter finns listade i Catalogue of Life.